# جوزپه ویچینو
جوزپه ویچینو (انگلیسی: Giuseppe Vicino؛ زادهٔ ۲۶ فوریهٔ ۱۹۹۳) ورزشکار روئینگ اهل ایتالیا است.
وی در مسابقات کشوری و بین‌المللی در مجموع برندهٔ ۳ مدال طلا، ۱ مدال نقره، ۳ مدال برنز شده‌است.